# Parafia św. Józefa Oblubieńca Najświętszej Maryi Panny w Nasławicach
Parafia św. Józefa Oblubieńca Najświętszej Maryi Panny w Nasławicach – znajduje się w dekanacie  Sobótka w archidiecezji wrocławskiej. Erygowana w 1964 roku.
Obsługiwana przez księży archidiecezjalnych. Jej proboszczem jest Ks. mgr lic. Adam Łopuszyński .

## Parafialne księgi metrykalne
| Księgi metrykalne | Okres ewidencji |
| ----------------- | --------------- |
| chrztów           | 1965 -          |
| ślubów            | 1965 -          |
| zgonów            | 1965 -          |